# Rhinella rostrata
Rhinella rostrata е вид земноводно от семейство Крастави жаби (Bufonidae). Видът е критично застрашен от изчезване.

## Разпространение
Видът е ендемичен за Колумбия.